# Приглашение в ад
«Приглашение в ад» (англ. Invitation to Hell) — американский фильм ужасов 1984 года, снятый режиссёром Уэсом Крэйвеном.

## Сюжет
Мэтт Уинслоу получает должность директора спецпроекта в компании «Микро-Дайджетик»: он занимается разработкой нового скафандра для полётов в космос, а точнее на Венеру, чтобы исследовать окружающую среду на планете, а также возможность появления на ней живых организмов. Мэтт со своей женой Патрицией и двумя детьми, Робби и Крисс, переезжает в маленький городок в Силиконовой долине, расположенный неподалёку от научно-исследовательского центра, где работает мужчина.
Между тем, в городе проживает таинственная женщина, владелица фитнес-клуба под названием «Кипящий ключ». Мэтт становится членом клуба, не подозревая, что его владелица — сам Дьявол, стремящийся заполучить как можно больше человеческих душ.

## В ролях
- Роберт Урих — Мэтт Уинслоу
- Джоанна Кэссиди — Патриция Уинслоу
- Сьюзан Луччи — Джессика Джонс
- Кевин Маккарти — Мистер Томпсон
- Билл Эрвин — Уолт Хендерсон
- Джо Регалбуто — Том Питерсон
- Патриция МакКормак — Мэри Питерсон
- Солейл Мун Фрай — Крисси Уинслоу
- Баррет Оливер — Робби Уинслоу
- Николас Уорт — Шериф
- Майкл Берриман — слуга
- Вирджиния Винсент — Грейс Хендерсон
- Грег Монахэн — Пит
- Лоис Гамильтон — Мисс Уинтер
- Кэл Бартлетт — Пасынок
- Энн Мари МакИвой — Дженни
- Брюс Грэй — Ларри Фэррис
- Джино Де Мауро — Джимми
- Джейсон Прессон — Билли